# Celleporina lucida
Celleporina lucida är en mossdjursart som först beskrevs av Walter Douglas Hincks 1880.  Celleporina lucida ingår i släktet Celleporina och familjen Celleporidae. Inga underarter finns listade i Catalogue of Life.